# Лумку-Корань
Лумку-Корань (рос. Лумку-Корань) — населений пункт (тип: залізнична станція) у Смідовицькому районі Єврейської автономної області Російської Федерації.
Орган місцевого самоврядування — Волочаєвське сільське поселення. Населення становить 0 осіб (2010).

## Історія
Згідно із законом від 26 листопада 2003 року органом місцевого самоврядування є Волочаєвське сільське поселення.

## Населення
| 2002 | 2010 |
| ---- | ---- |
| 0    | →0   |